# Fort Massac

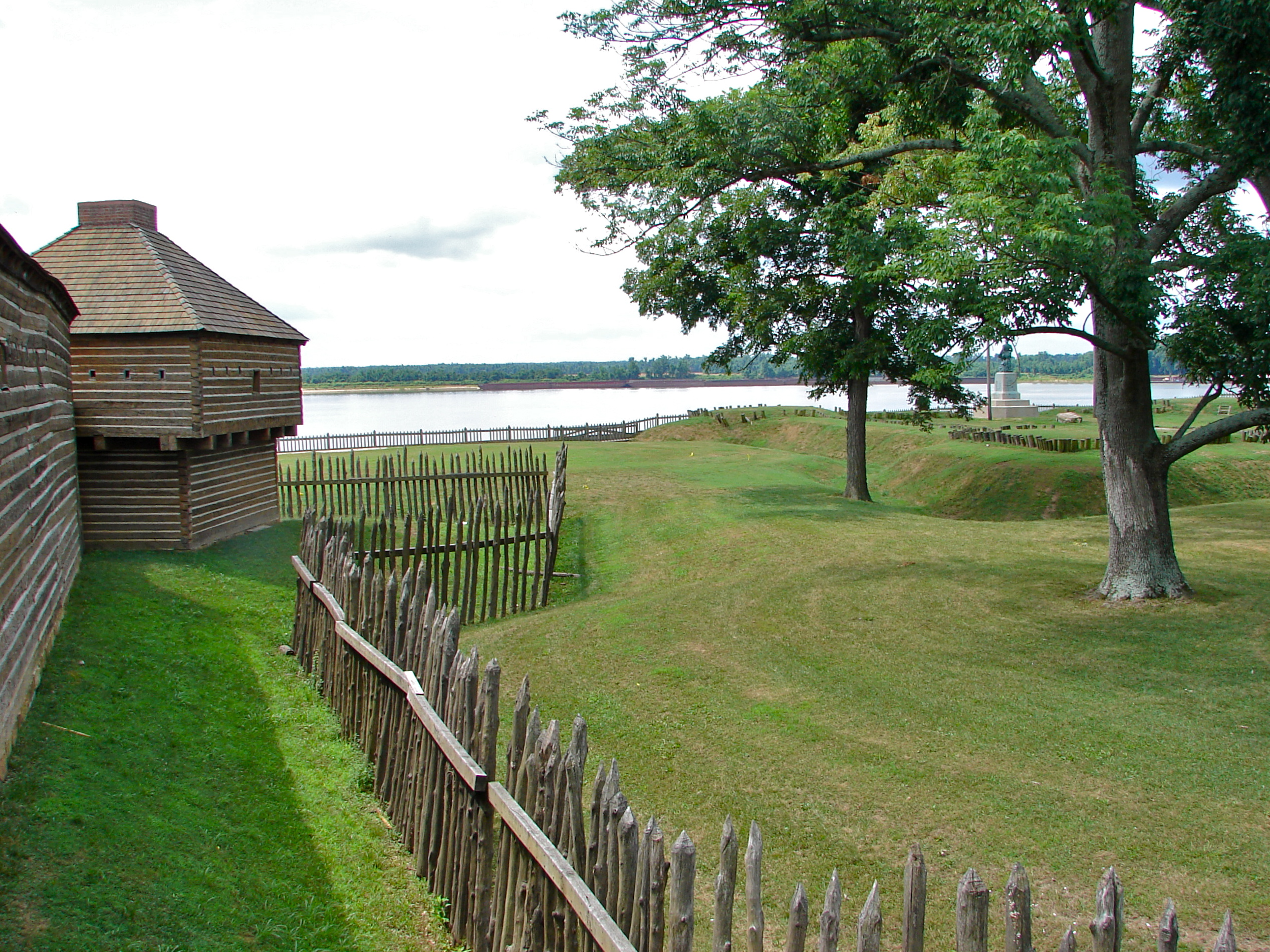
Det gamla Fort Massac är återuppbyggt som det såg ut 1802.

Fort Massac var ett franskt (1757-1763) och amerikanskt (1794-1814) militärt etablissemang beläget vid Ohioflodens norra bank i vad som i dag är sydligaste Illinois. Idag utgör platsen ett amerikanskt historiskt minnesmärke.

## Franskt fort
De franska kolonialmyndigheterna byggde 1757 en skans på platsen. Den kallades först Fort de l’Ascension men döptes sen om till Fort Massaic efter den dåvarande franske marinministern. Efter fransk-indianska krigets slut övergav man fortet, som senare brändes ned av en chickasawisk styrka.

## Amerikanskt fort
Vid platsen för det gamla franska fortet anlade Förenta Staternas Legion 1794 en militär anläggning som skulle fungera om stödjepunkt för de amerikanska trupperna under det nordvästra indiankriget. Anläggningen lades ned 1814.

## Historiskt minnesmärke
Fort Massac blev ett historiskt minnesmärke 1908. En rekonstruktion av det amerikanska fortet som det såg ut 1802 har byggts på platsen.